# Damian Dalla Torre
Damian Dalla Torre (* 1989 in Sterzing in Südtirol) ist ein italienischer Jazzmusiker (Tenorsaxophon, Bassklarinette, Komposition).

## Leben und Wirken
Dalla Torre begann nach einem Bachelor-Studium an der Konservatorium Wien Privatuniversität 2015 sein Master-Studium an der Hochschule für Musik und Theater „Felix Mendelssohn Bartholdy“ Leipzig, das er im März 2018 erfolgreich abschloss. 
Mit der Reggae-Dub-Band Sisyphos, zu der Dalla Torre bereits als Jugendlicher gehörte, spielte er nicht nur die EP Deep in the Music (2011) ein, sondern auch das Album Travel Wide (2014). Mit der Bigband Spielvereinigung Sued und der Euregio Jazzwerkstatt hatte er die Gelegenheit mit Bob Mintzer, Bill Holman, Carlo Mombelli, Hayden Chisholm, Kaspar Ewald, Alex Sipiagin oder Elia Rediger/Benjamin Weidekamp aufzutreten. Weiterhin gehörte er zu Beyond w/ Bernhardt um Friederike Bernhardt, das beim JazzFest Berlin 2020 auftrat.

## Preise und Auszeichnungen
2019 war Dalla Torre in Richard Kösters Quintett Coastline Paradox Finalist beim Neuen Deutschen Jazzpreis. Mit seinem Quartett Lobster (mit Sebastian Wehle (Saxophon), Lorenz Heigenhuber (Bass) und Philipp Scholz (Schlagzeug)) erreichte er im selben Jahr den dritten Preis beim Europäischen Burghauser Nachwuchs-Jazzpreis. Mit Johannes Enders bildet er ein weiteres Quartett, zu dem Lorenz Heigenhuber und Max Stadtfeld gehören; mit Benedikt Reising (anstelle von Enders) trat das Quartett 2020 beim MUC-TON Festival in München auf.

## Diskographische Hinweise
- Brigade Futur III: Alles wird gut gegangen sein werden (WhyPlayJazz 2017)
- Coastline Paradox: Welf & Eiger (Col legno 2019, mit Richard Köster, Felix Römer, Marc Mezgolits, Valentin Duit)[6]
- Joscha Arnold Large Ensemble: By the Rivers of Cashflow (Hout Records 2019)
- Happy Floating (Squama 2022, mit Heidi Bayer, Bertram Burkert, Theresia Philipp, Antonia Hausmann, Jan Roth, Ruth Goller, Alex Binder u. a.)[7]